# トヨタ・ライトエースノア
ライトエース ノア（LITEACE NOAH）は、トヨタ自動車がかつて販売していたミニバンである。製造委託はダイハツ工業。
由来の「ライトエース」は、英語の「Light（軽い、軽快な）」と「Ace（第一人者、最も優れた）」の合成語。「ノア」は、英語で「優しい語感の人名」を表し、特別な意味はない。「ノアの方舟」のノア（NOAH）とも関係ない。

## 概要
1996年にモデルチェンジされたライトエースのワゴンである。

## 歴史

### 初代R40型（1996年 - 2001年）
1996年10月登場、ボディは先代のキャブオーバーから一転、セミキャブオーバーになる。衝突安全基準の見直しからクラッシャブルゾーンの確保が必須となり、エンジン搭載位置、前輪位置、キャビン前端は大幅な見直しとなった。衝突安全ボディーGOAが採用され、同時にノアとサブネームが着く。
1998年1月には一部改良を実施。ボディカラーを一部見直し、シート表皮を変更したほか、G、フィールドツアラーに前席アームレスト、オートエアコン、電動格納式ドアミラーを追加したセットオプション「Cパッケージ」が用意された。また、TECS特装車として専用エアロ、ビレットグリルなどが装着された「ロードツアラー」が設定された。
1998年12月にはマイナーチェンジを実施。前後ランプ、グリルなどの外装デザイン、インパネデザインが変更された。
ディーゼルエンジンはインタークーラー付の3C-TEに変更、このためディーゼル車のボンネットには冷却用エアインテークが装備された。
グレードは、前期モデルでTECS特装車として用意されていたエアロモデルの「ロードツアラー」が通常グレードに昇格、Vには従来の7人乗りに加えてG等と同じ8人乗りが選択可能となった。
フィールドツアラーは乗車定員の変更はないが、シード形状が他の8人乗りと異なっており、背もたれを倒すとテーブルとして使用できる等セカンドシートのアレンジが異なっていた。
2001年10月に生産終了。11月にヴォクシーの登場に伴い販売終了。販売期間中の新車登録台数の累計は19万1842台。

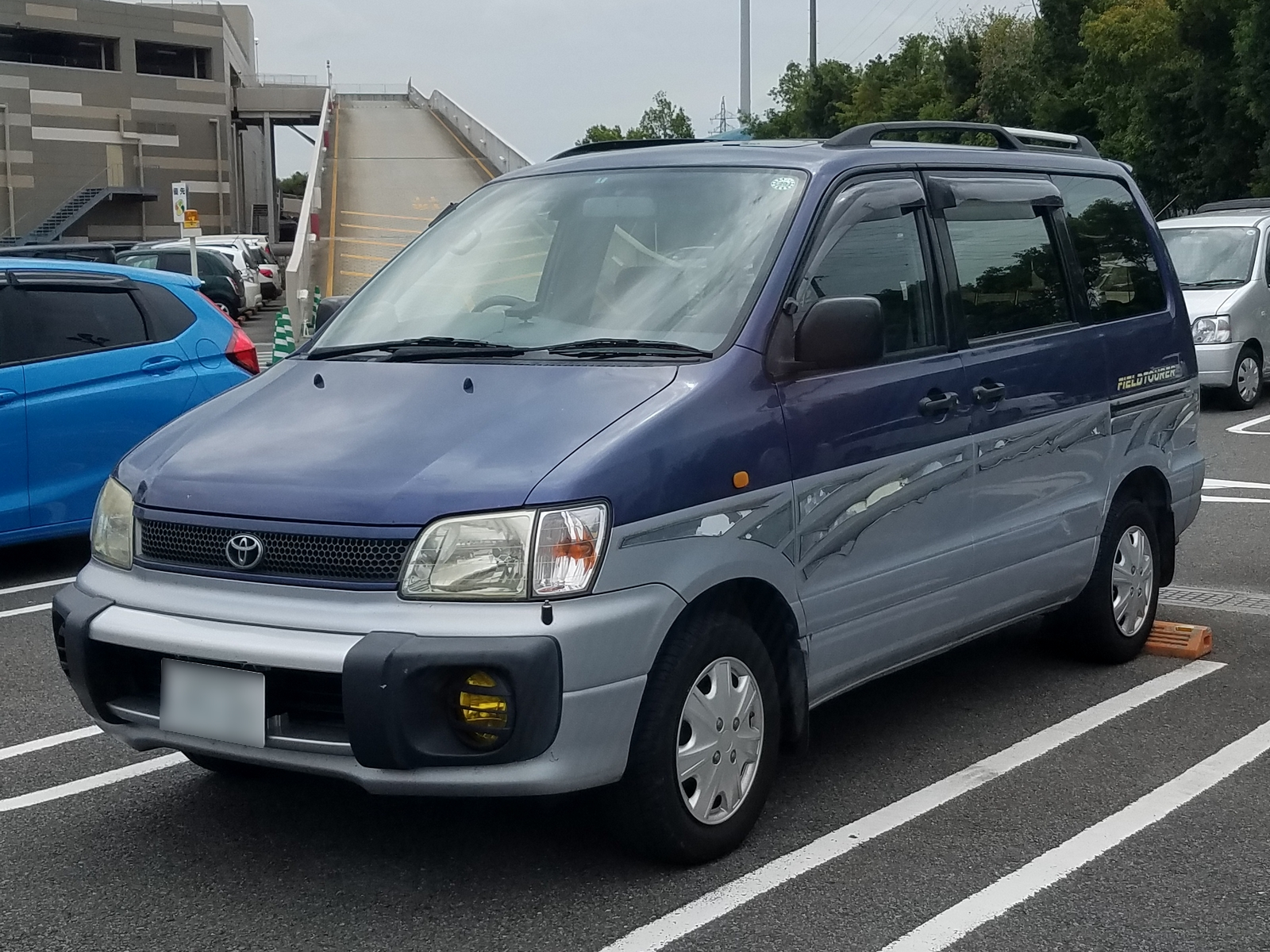
前期型 フィールドツアラー
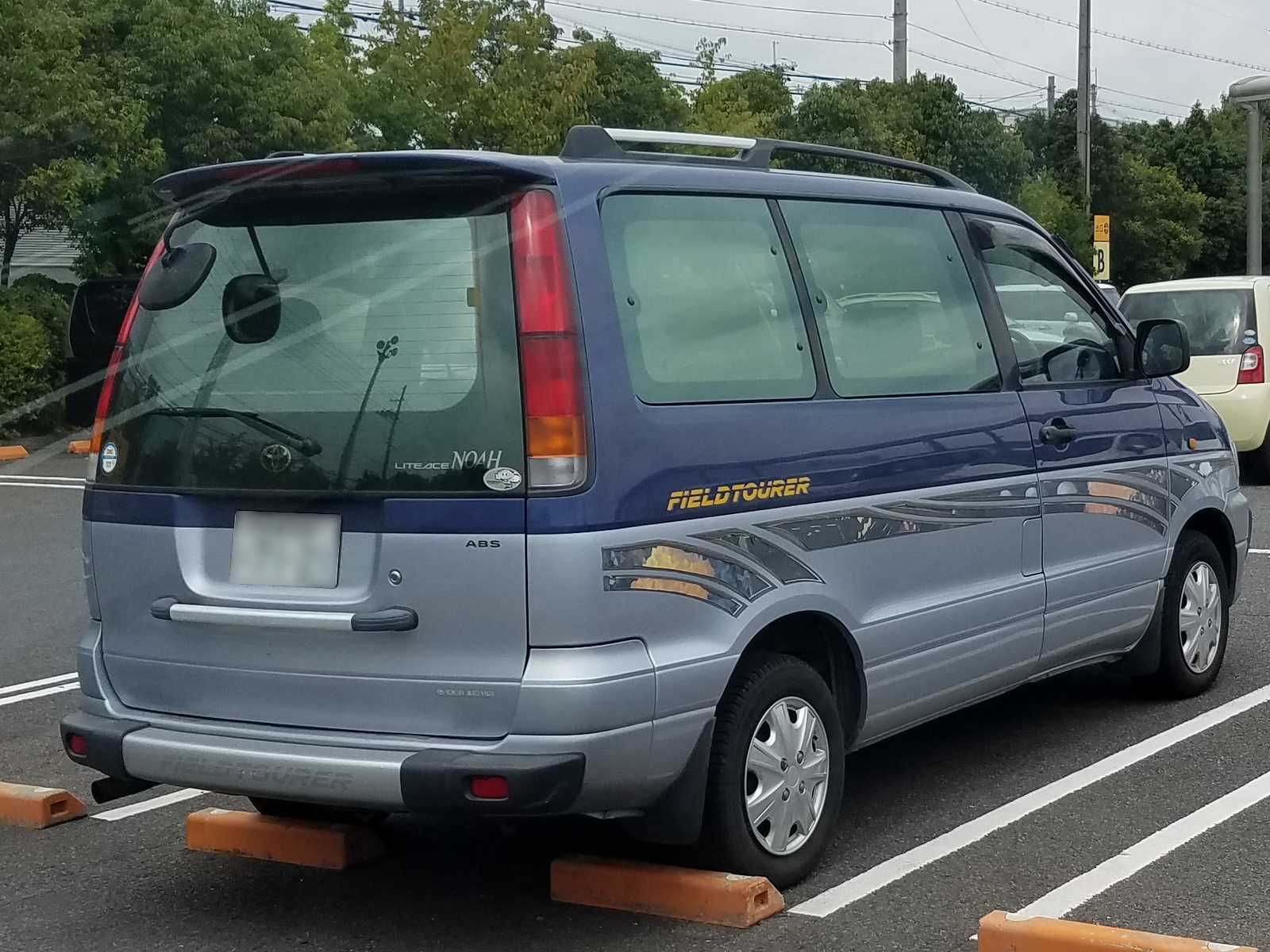
前期型 フィールドツアラー
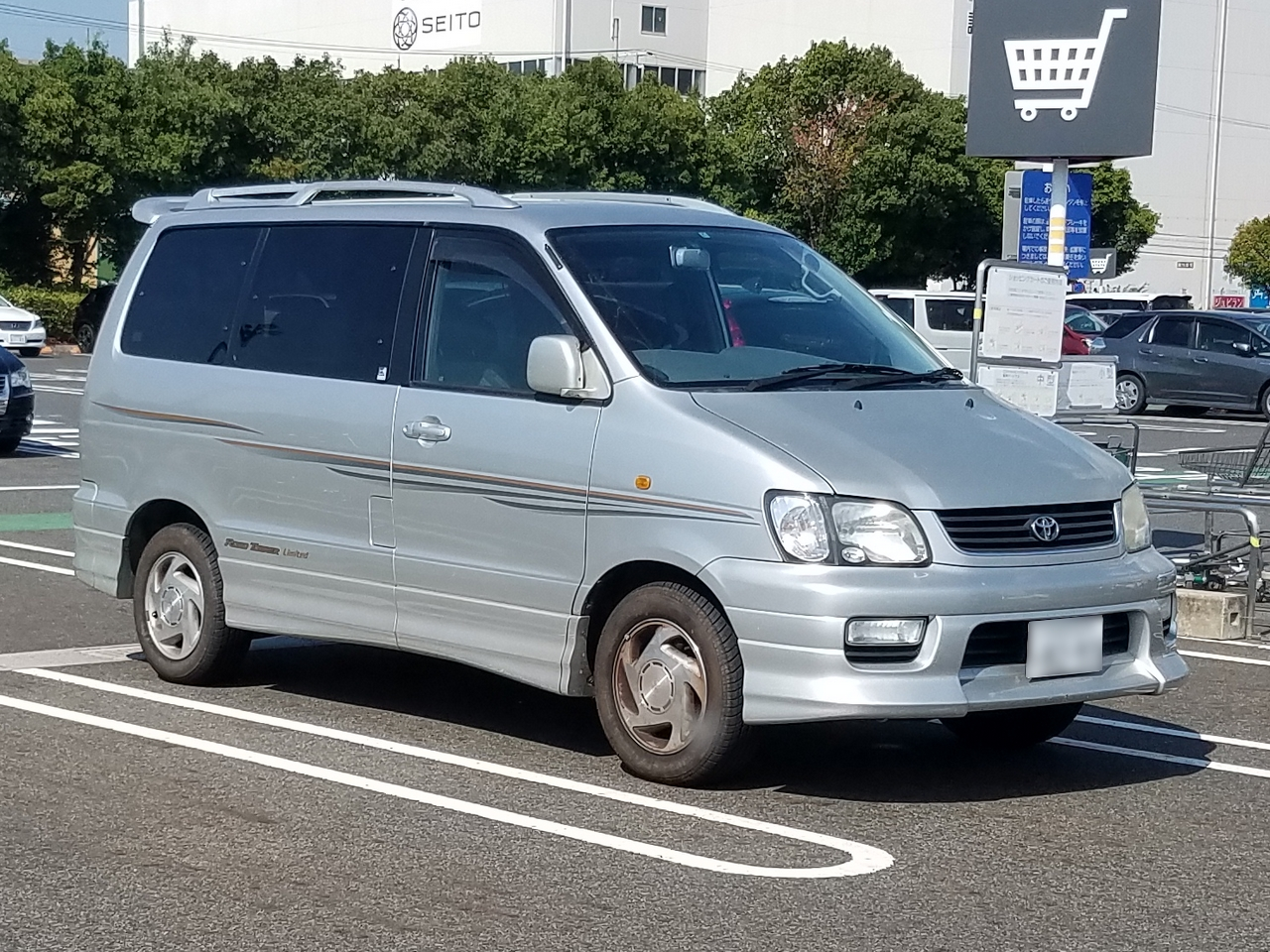
後期型 ロードツアラーリミテッド
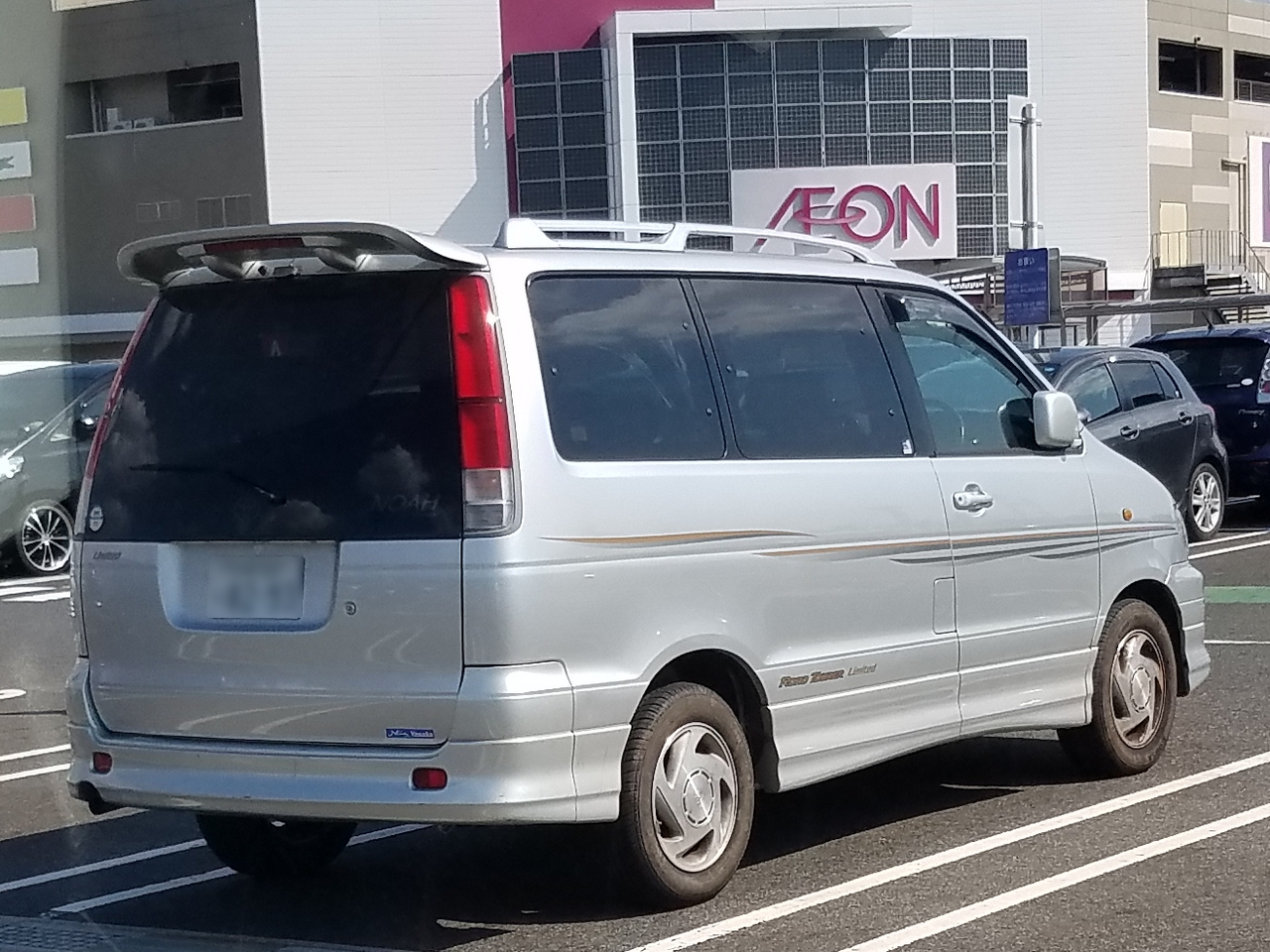
後期型 ロードツアラーリミテッド